# Frank Wennmann
Frank Wennmann (1959) è un ex nuotatore tedesco.

## Carriera
Specializzato nelle staffette, ha vinto diverse medaglie ai campionati mondiali ed europei.

## Palmarès
- Mondiali
  - 1978 - Berlino: bronzo nella 4x200m sl.

- Europei
  - 1977 - Jönköping: argento nei 400m sl e nella 4x200m sl.
  - 1981 - Spalato: argento nella 4x200m sl.